# José María Martínez Muguerza
José María Martínez Muguerza (Pasajes, 13 de noviembre de 1942), conocido en el mundo del fútbol como Martínez, es un exfutbolista español. Jugó como futbolista profesional en la Real Sociedad entre 1964 y 1976, siendo uno de los jugadores más destacados de este club en las décadas de 1960 y 1970

## Biografía
José Mari Martínez nació en la localidad guipuzcoana de Pasajes en 1942.
Sus primeros pasos los dio jugando en categoría infantil en playeros con el CD Pasajes y más adelante con el CD Touring de Rentería en categoría juvenil.
Durante su carrera profesional jugó siempre como defensa central. Ficha por el San Sebastián CF, equipo filial de la Real Sociedad en 1962, debutando en la Tercera división española. Tras completar casi dos temporadas en el filial y jugar con este 54 partidos, da el salto al primer equipo, debutando el 3 de mayo de 1964 contra el Levante en la Segunda división española.
Por aquel entonces la Real Sociedad estaba en Segunda división. Martínez fue uno de los integrantes de la generación de jugadores que tras 5 temporadas en Segunda logró obtener de nuevo el ascenso a Primera división en 1967. Estos jugadores fueron conocidos como Los héroes de Puertollano, ya que en dicha localidad manchega se obtuvo el ansiado ascenso al empatar en el último partido de liga contra el Calvo Sotelo CF. Martínez fue uno de los integrantes de la histórica alineación del ascenso.
Tras el ascenso a Primera división de la mano de Andoni Elizondo, Martínez jugó 9 temporadas con la Real Sociedad en la Primera división española. Por su carisma ejerció durante esos años como capitán del equipo. En 1973 fue nombrado mejor deportista guipuzcoano del año. Contribuyó de manera decisiva a consolidar el club en la Primera división y participó en los dos cuartos puestos (temporadas 1973-74 y 1974-75) que clasificaron al club por primera vez en su historia para participar en la Copa de la UEFA. No fue hasta 1974 que perdió la titularidad que había obtenido desde su llegada al equipo.
Se retiró del fútbol profesional en 1976 con 33 años de edad. 
En el momento de su retirada era el tercer jugador en disputar más partidos oficiales con la Real, solo por detrás de Sebastián Ontoria y Dionisio Urreisti. A lo largo de su carrera disputó 373 partidos oficiales con la Real Sociedad de Fútbol, de los cuales 235 fueron en la Primera división española. Nunca marcó ningún gol en partido oficial.

## Clubes
| Club             | País   | Año       |
| ---------------- | ------ | --------- |
| San Sebastián CF | España | 1962-1964 |
| Real Sociedad    | España | 1964-1976 |

## Tras la retirada
Ya en su época como futbolista montó junto con su compañero Patxi Gorriti una empresa dedicada a la venta e instalación de ventanas de PVC y aluminio. Ese negocio prosperó y se convirtió en una empresa bastante conocida en Guipúzcoa. Actualmente se llama  "Gorriti Martínez" y sigue funcionando cuarenta años más tarde, ahora dirigido por los hijos de sus dos fundadores.
Tras su retirada José Mari Martínez pasó a formar parte de la directiva del club, dirigida por José Luis Orbegozo. Trabajó en el proyecto de construir en Zubieta un nuevo estadio de fútbol de cara al Mundial de 1982, pero el proyecto fracasó por motivos políticos, quedando el embrión del futuro estadio convertido en las instalaciones de entrenamiento del club. Fueron los años en los que la Real Sociedad obtuvo 2 títulos de Liga. Tras acceder Iñaki Alkiza a la presidencia del club en 1983, este le propuso continuar en la directiva, pero Martínez renunció a proseguir como directivo de la Real Sociedad.
Martínez volvió a la palestra del mundo del fútbol en 2005. Ese año fue uno de los principales integrantes y promotores  (enlace roto disponible en Internet Archive; véase el historial, la primera versión y la última). de la plataforma de exjugadores de la Real Sociedad denominada Denon Erreala que aupó a Miguel Fuentes a la presidencia de la Real Sociedad. Tras vencer Fuentes en dichas elecciones Martínez pasó a formar parte como consejero del consejo de administración de la Real Sociedad, encargándose del área de relaciones sociales del club (relaciones con peñas, etc.). Martínez se mantendría como consejero durante dos años y medio, hasta diciembre de 2007, coincidiendo con el mandato de Fuentes y de sus breves sucesores María de la Peña y Juan Larzabal. Fueron años turbulentos en la historia del club por los problemas económicos, deportivos y sociales, llegándose a producir un descenso de categoría en la temporada 2006-07.

## Trivia
- Era apodado el chino por sus ojos ligeramente rasgados.
- El presidente del club Antxon Vega de Seoane le dio el brazalete de capitán de la Real Sociedad cuando José Mari Martínez tenía solo 22 años de edad y era un recién llegado al primer equipo. Su designación como capitán por decreto y por encima de jugadores mucho más veteranos se debía a la fuerte personalidad y capacidad de liderazgo del jugador. Fue el capitán del equipo que logró el ascenso en 1967 y del que se clasificó por primera vez para la Copa de la UEFA en 1974.
- Se hizo famoso un ritual que realizaban los jugadores de la Real Sociedad en Atocha antes de los partidos para tratar de amilanar a sus rivales. El ritual consistía en realizar una hoguera en los vestuarios y una ceremonia india de llamada a la victoria. Martínez era el que ejercía de chamán en esas ceremonia. [cita requerida]